# Bactrocera russeola
Bactrocera russeola är en tvåvingeart som först beskrevs av Drew och Albany Hancock 1981.  Bactrocera russeola ingår i släktet Bactrocera och familjen borrflugor. Inga underarter finns listade.